# John G. Cramer
Pour les articles homonymes, voir Cramer.
John G. Cramer, né le 24 octobre 1934 à Houston au Texas, est un professeur de physique à l'université de Washington, à Seattle, aux États-Unis. Il est également auteur de science-fiction.

## Biographie
John G. Cramer travaille sur le projet STAR (Solenoidal Tracker At RHIC) qui vise à détecter les Relativistic Heavy Ion Collider (RHIC) au Brookhaven National Laboratory. Il travaille également au CERN à Genève, en Suisse. Actuellement, il participe à un projet à l'université de Washington visant à tester la rétro-causalité, en utilisant une version du delayed choice quantum eraser sans compteur de coïncidences (coincidence counting). Cette expérience, si elle réussit, impliquerait que l'enchevêtrement peut être utilisé pour envoyer un signal instantanément entre deux sites distants. Ces possibilités n'ont jamais été menées avec succès, et seulement tenté un nombre limité de fois, puisque la plupart des physiciens croient qu'ils violeraient le théorème de non-communication. Toutefois, un petit nombre de scientifiques (dont Cramer) estiment qu'il n'y a aucune loi physique interdisant une telle communication.

## Publications scientifiques
Cramer a écrit de nombreuses publications John Cramer a rédigé des articles pour The Alternate View, pour le magazine Analog Science Fiction and Fact, en collaboration avec Jeffrey Kooistra. Il a rédigé également un article intitulé The Transactional Interpretation of Quantum Mechanics en juillet 1986 inspiré de la Théorie de l'absorbeur de Wheeler et Feynman. 
Il a aussi écrit des nouvelles et romans de science-fiction : Twistor (1989) et Einstein's Bridge (1997).

## Distinctions
- Élu à l'Association américaine pour l'avancement de la science (1991)
- Nommé au John W. Campbell Award for Best New Writer (1991)
- Nommé au Who's Who in America (1984)
- Élu auprès de l'American Physical Society (1974)
- Élu au National Science Foundation à l'université Rice (1959–1961)
- Obtient le Sigma-Xi Thesis Award à l'université de Rice (1959)
- Obtient le Bausch-Lomb Science Award à la Lamar High School Graduation (1953)